# Else Sehrig-Vehling
Else Sehrig-Vehling (née le 26 mai 1887 à Düsseldorf, morte le 12 février 1994 à Bad Salzuflen) est une peintre allemande.

## Biographie
Else est la fille de l'architecte Heinrich Vehling (1868 Düsseldorf – 1944 Koblenz) et de  Eva Hubertine (1874 Düsseldorf – 1953). Elle faisait partie d'un groupe d'artistes appelé La Jeune Rhénanie. Son style, qualifié d'expressionniste, était influencé par Ernst Ludwig Kirchner, Carl Barth, Max Schwimmer, Fritz Winter, ainsi que d'autres artistes allemands. En 1921, elle a été la toute première femme à étudier à l'Académie des beaux-arts de Düsseldorf. La ville lui a rendu hommage en exposant ses œuvres en 1983.

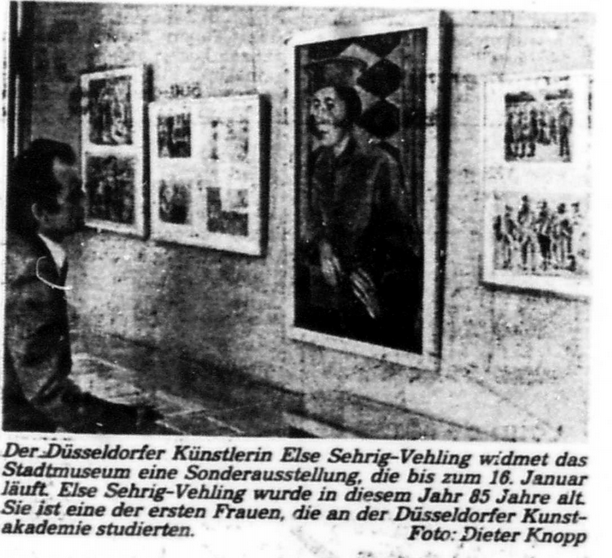
Exposition au musée de la ville de Düsseldorf en 1983